# Родина-Люнгквист, Светлана Ивановна
Светлана Ивановна Родина-Люнгквист (швед.: Svetlana Rodina-Ljungkvist; род. 26 ноября 1958, Иваново) — советская и шведская актриса театра и кино.

## Биография
Родилась в 1958 году в городе Иваново. После окончания школы некоторое время училась в Ивановском пединституте на историко-филологическом факультете, но затем уехала в Москву, чтобы поступить в театральный ВУЗ.
В 1975 году окончила Школу-студию МХАТ (курс В. Монюкова). Член СТД (ВТО) с 1975 года.
Будучи студенткой играла во МХАТе им. М. Горького в спектаклях «Три толстяка» (Мальчишка-сорванец, постановка В. Н. Богомолова) и «Долги наши» (Юра, постановка В. Монюкова).
В 1975—1989 годах — актриса Московского драматического театра им. А. С. Пушкина.
В 1990 году вышла замуж за шведа и уехала в Швецию.
Преподает мастерство актера. Приглашённый профессор Стокгольмского театрального института. Осуществляет образовательные программы совместно со Школой-Студией МХАТ. Художественный руководитель Сценической школы при Стокгольмском фольк-университете. 
Снимается в кино. С 2017 года член Европейская киноакадемия (EFA).
В 2017 году за роль в фильме номинировалась на национальную кинонаграду Швеции «Золотой жук» в категории «Лучшая актриса второго плана» и получила Приз зрительских симпатий.

## Фильмография
СССР:
- 1975 — Мой дом — театр — эпизод
- 1975 — Переходим к любви — Валерия Кальченко
- 1975 — Там вдали, за рекой — Галя Черешня
- 1976 — В одном микрорайоне — Лена
- 1976 — Легенда о Тиле — придворная Карла
- 1978 — Встреча — Кристина
- 1982 — Деловая поездка — Тома
- 1991 — Цензуру к памяти не допускаю — Ольга, подруга Веры

Швеция:
- 1998 — Мгновение правды / Sanna ögonblick (Швеция, Дания, Франция) — проститутка
- 1998 — Госпиталь «Святой Михаил» / S:t Mikael (Швеция, телесериал) — Галина
- 2002 — Рай // Paradiset (Швеция, короткометражный) — Ирина
- 2005 — Шандор/Ида / Sandor slash Ida (Швеция) — Илона, мать Шандора
- 2008 — Стокгольм / Sthlm (Швеция, телесериал) — доктор Бугрен
- 2013 — Моландеры / Molanders (Швеция, телесериал) — Светлана, концертмейстер
- 2016 — Стооднолетний старик, который сбежал, не заплатив по счёту / Hundraettåringen som smet från notan och försvann -